# Maria Himmelskron (Worms)
Le monastère Maria Himmelskron était un couvent dominicain à Hochheim (aujourd'hui : Couvent dominicain de Worms), qui s'est effondré pendant la Réforme. Son église est aujourd'hui l'église paroissiale catholique romaine du quartier de Worms.

## Histoire

### Fondation
Le monastère a été fondé en 1278 par le chevalier Dirolf von Hochheim († 10 juillet 1318) et sa femme, Agnès († 27 avril 1329), donné,. Ils eurent une fille, Agnès († 1er décembre 1321), qui entra au couvent comme religieuse et en devint la deuxième prieure après sa tante. Le couple fondateur n'ayant pas d'autres enfants, la quasi-totalité de sa fortune a été versée à la fondation. Des bénéfices étaient également prévus pour un prêtre afin que des messes puissent être dites régulièrement.
L'approbation de la fondation du monastère par l'évêque Frédéric Ier de Worms est daté le 25 janvier 1278. Les donateurs ont mis à disposition à cet effet le terrain de leur château fort à Hochheim. Adelheid (Aléidis) († 17 avril 1319), la sœur von Dirolf, devient la première prieure du monastère. En 1279, les travaux de construction ont commencé. À partir de 1283, le monastère fut initialement autorisé à utiliser l'église Saint-Amand dans la banlieue de Worms moyennant une redevance annuelle de 50 Malter de céréales au chapitre de la cathédrale de Worms. Les travaux de construction de leur propre monastère ont été achevés en 1282, mais l'église manquait toujours. Sa construction a débuté avec la pose de la première pierre le 8 juin 1287. Le 2 avril 1293, l'édifice était au moins prêt pour que le maître-autel soit consacré,. Les dominicaines sont placées sous la tutelle des dominicains de Worms par l'évêque de Worms et le 8 août 1287, le monastère fut formellement accepté dans l'ordre dominicain.

### Opération
En 1307 la ruée vers le couvent était si grande qu'on dut limiter le nombre des Religieuses à 52. Surtout les femmes de la noblesse et du patriciat urbain étaient acceptées. Dans les années suivantes, le monastère reçut de nouvelles donations. Certains membres de la famille des Kämmerer von Worms ont été enterrés dans l'église du monastère :
- Johann VII, Kämmerer von Worms, † 1359
- Friedrich III, Kämmerer von Worms, nommé Boppard, † 11 mai 1388
- Gudula von Meckenheim, † 31 mars 1346, épouse de Heinrich II Kämmerer von Worms zu Gundheim

Lors de la Guerre des Cités de 1387-1389, les bâtiments conventuels sont endommagés en 1388. La reconstruction s'est étalée sur plusieurs décennies. C'est peut-être pour cette raison que le roi Ruprecht a libéré en 1404 le monastère des impôts du royaume et du roi. Les jambages du portail et des fenêtres qui subsistent proviennent de cette phase de construction - dans la mesure où ils n'ont pas été remplacés lors de la rénovation de 1905/06.
En 1455, l'évêque Reinhard Ier de Worms (de) intégra le béguinage de Hochheim au monastère. De 1494 à 1506, Guda de Dalberg (de) était prieure du monastère. Son frère, Jean XX. von Dalberg fut évêque de Worms de 1482 à 1503. En 1493, 37 religieuses y vivaient, en 1518, il y en avait au moins 21.
En mai 1525, le monastère est pillé pendant une révolte de paysans. La bataille de Pfeddersheim a eu lieu dans les environs immédiats.

### Fin
Hochheim appartenait au Palatinat électoral. Avec l'électeur Friedrich III. (1515-1576), un représentant déterminé de la Réforme y accéda au pouvoir en 1559. En décembre 1561 et mai 1562, il tenta en vain de dissoudre le monastère. Cela ne réussit que lorsque, au mars 1563, les conseillers chargés de l'affaire et le burgrave d'Alzey, Comte Valentin von Erbach, font briser les serrures des portes du monastère et occuper le monastère. A cette époque, il y avait encore 22 religieuses et 14 sœurs converses et 7 étudiantes. Ils ont d'abord été autorisés à y rester, mais n'ont pas été autorisés à accueillir de nouvelles sœurs. Ce n'est qu'en 1570 que Frédéric III. dissous formellement le cloitre et les revenus des biens du monastère en 1580 ont été placés sous l'administration cléricale des biens dans le Palatinat électoral à Heidelberg.

### Réutilisation
Dans les années suivantes, les bâtiments du monastère servirent de résidence au greffier (en allemand : Amtsschaffner) et aux opérations commerciales des biens de l'ancien monastère. Plus tard, ils ont également été vendus et au début du 19e siècle, devenant en propriété privée. Le vin était cultivé dans l'ancien jardin du monastère et il y avait aussi une dégustation. L'ancienne église du monastère a d'abord, jusqu'en 1609, servi au Calvinistes comme église d'hiver, date à laquelle ils ont construit la Bergkirche. En 1706,(l'électeur est issu, depuis 1685, de la lignée catholique romaine du Palatinat-Neubourg), l'église est attribuée aux catholiques romains.
Lors des travaux de rénovation ultérieurs, entre autres, le cloître médiéval a été supprimé. L'ameublement de l'église traîna ensuite pendant tout le XVIIIe siècle. Le maître-autel est consacré en 1712, agrandi en 1742, une cloche est acquise en 1736 et un orgue en 1741.
En 1904, l'église est devenue l'église paroissiale de la paroisse alors nouvellement établie sous le nom « Maria Himmelskron ».

### Bon à savoir
La Juttastraße à Worms porte le nom l'une des premières prieure du monastère, Jutta.

## Bâtiment de l’église
L'intérieur de l'église est une salle gothique allongée avec à l'origine neuf axes de fenêtres (la paire de fenêtres du milieu est maçonnée aujourd'hui) avec un chœur fermé sur trois côtés et des fenêtres en ogive divisées par des entrelacs. Des vestiges de peinture de l'époque de la construction ont été conservés sur le mur nord. Le plafond plat est décoré de stucs géométriques et de peintures baroques créées par Fritz Muth en 1907.
La tourelle faîtière du bâtiment de l'église est d'époque baroque. Ce n'est qu'en 1905/06 que le clocher de l'église a été ajouté dans des formes baroques au sud-ouest du long côté et a reçu trois cloches. Deux d'entre eux ont été confisqués et fondus pendant la Seconde Guerre mondiale.
En 1951, l'extrémité ouest du bâtiment est rénovée : un hall d'entrée était ajouté et la galerie ouest était reconstruite. Les pierres tombales médiévales et modernes ont été soulevées du sol au cours de la rénovation en 1905/06 et initialement placées sur les murs. Depuis 1951, les pierres du fondateur Dirolf Schmutzel de Dirmstein et de sa sœur Adelheid, la première prieure du monastère, se dressent dans le vestibule. Lors de la rénovation de 1951, cependant, la plupart des pierres tombales médiévales ont été retirées des murs. Une partie de l'ancien stock se trouve aujourd'hui au Musée de Worms. Des pierres auraient été perdues. Une autre restauration a eu lieu en 1973/74.
L'église est un monument culturel en raison de la loi sur la protection des monuments de l'état de Rhénanie-Palatinat. La justification en tant que monument protégé se lit comme suit :
« Die Kirche ist ein charakteristisches Beispiel für den schlichten Kirchenbau der Dominikaner um 1300 und die einzige erhaltene Dominikanerkirche im Wormser Raum. Die Veränderungen und Ergänzungen spiegeln die Entwicklung zu einer Pfarrkirche wider. »
— Spille: Denkmaltopographie

« L'église est un exemple caractéristique de la simple construction d'église des dominicains vers 1300 et la seule église dominicaine conservée dans la région de Worms. Les changements et les ajouts reflètent le développement d'une église paroissiale. »

## Littérature
- (de) Otto Böcher, Die Kirchen St. Peter und Maria Himmelskron zu Worms-Hochheim, Neuss, Rheinische Kunststätten, 1987 (ISBN 3-88094-230-7).
- (de) Irene Spille, Denkmaltopographie Bundesrepublik Deutschland. Kulturdenkmäler in Rheinland : Stad Wormst, vol. 10, 1992 (ISBN 978-3-88462-084-7).